# 花牌情緣
《花牌情緣》，是末次由紀以競技歌牌為題材的日本漫畫作品。於講談社《BE·LOVE》2008年2號起連載至2022年9月號，曾獲得《這本漫畫真厲害！》評選2010年度女生篇第一名，本作女配角若宮詩暢在2021年度「Magademy Award（マガデミー賞）」獎項獲頒助演女優賞。
本作名稱的「花牌」是日本由《小倉百人一首》所衍生出的紙牌，稱為歌牌、和歌紙牌或百人一首；早期漫畫誤譯為花牌，實際上花牌是花札的別稱；第2期動畫名雖仍使用花牌，但台詞已改使用歌牌；劇中玩的歌牌遊戲則是競技歌牌。
至2022年3月為止單行本已發行超過2700萬冊。

## 登場角色

### 主角
綾瀨千早
女主角，太一的青梅竹馬。B型，長相甜美。表裡一致，容易相信人。歌牌A級選手。喜歡的科目是社會、體育、音樂。功課不太好，一年級的校排名是全校倒數第五。
小六時認識了綿谷新而接觸競技歌牌，開始在歌牌的世界中追尋自己的夢想。初中時加入田徑社，高中入學後積極尋找隊員，創立瑞澤高中競技歌牌部，並擔任隊長，是社團內的王牌選手。生活的重心完全圍繞在歌牌相關的話題，對歌牌有著超乎常人的熱情與執著和努力。在高一競選東西代表資格賽中敗給前任女王山本由美，高三再度參戰東西日本代表資格賽中戰勝西日本代表結川桃，獲得挑戰資格。與若宮詩暢共同提出希望在當年度進行五戰三勝制（歌牌協會原定在來年更改賽制）的要求。隨後接受前女王豬熊遙與永世女王渡會女士的特訓，於女王戰和詩暢激戰，並打敗詩暢，成為新一任女王。
以天生的絕佳聽力及驚人的反應速度作為武器，不擅長記牌。最喜歡同時也是最拿手的一張牌即是「ちはやふる」（千代遠古早）。練習及比賽時相當專注，同時消耗大量精力以至於結束後會馬上睡著，眼睛會呈「半開」（翻白眼）狀態。巧克力愛好者。賽後為了補充能量會吃非常多的巧克力。雖然外貌十分搶眼，但言行舉止與外表落差太大，因此有「糟蹋美女」（無駄美人）的稱號，對戀愛方面相當遲鈍。於最終話和太一告白並交往。
真島太一
男主角之一，千早的青梅竹馬。A型，有像駱駝一樣濃密的睫毛，以及在所有人裡最明顯的雙眼皮。學科及運動表現優異，沒有不擅長的科目，總是校排名第一，志願是國立大學醫學院。小學畢業前考上名校開明成中學而與千早分開，就讀瑞澤高中後與千早重逢，被半強迫地共同創立競技歌牌部並擔任部長一職。不像千早那麼熱愛歌牌，比起歌牌他更想待在離千早最近的地方。
長期為B級選手，在二年級的全國大會個人賽中終於獲得冠軍升上A級。雖名為社長，實際上卻是瑞澤隱藏的王牌，對周遭的局勢十分敏銳，擅長鼓舞隊友，適時為眾人打氣，設定戰術等。帶領瑞澤歌牌部獲得團體賽冠軍的重要人物。睫毛很長，小學時被原田老師稱為「睫毛小弟」，擁有著非常驚人的背誦能力和怪物般的記憶力。迎戰富士崎高中後，顧問老師櫻澤翠發覺其才能，便邀請他與千早共同參加集訓。為當年度全國大會唯二無敗績之人，另一人即綿谷新，然而綿谷並未參加團體賽。
祖父是醫院的院長，父親是醫生，家中富裕，有個差7歲的妹妹梨華。
與母親麗子約定沒有拿到學年第一就必須退出歌牌部。在生日後向千早告白被拒後成績下滑，而順勢退出社團，卻並未因此放棄歌牌，在補習班遇到任教的周防名人因而順勢加入東京大學歌牌部進行了祕密訓練，重新尋找歌牌對自己的意義。於東日本代表賽打敗了原田老師，然而在名人挑戰者資格賽中仍不敵綿谷新以1:2落敗。資格賽後到長崎拜訪周防本家，帶著周防名人的家人前來觀看名人戰。於最終話與千早交往。畢業後就讀京都大學醫學部。
綿谷新
男主角之一，歌牌A級選手，O型。小學生的時候從福井轉學至東京，是把千早和太一引入歌牌世界的關鍵人物，在校成績優異，喜歡的學科是數學、書道、理科。
外表冷靜、沉默寡言，因為遺傳的關係自小便視力不良，3歲時便戴了眼鏡，因此被原田老師稱呼『眼鏡小弟』。本身擁有非凡的記憶力，在小學時期，這份才能讓他在短時間內記住打工需要的送貨地址。在和千早、太一同班時，便說著一口福井方言。現居福井，在沒有歌牌社團的藤岡東高中就讀。
祖父在八零年代是七連霸的歌牌永世名人，於小學時期便有在全國大賽小學組獲得各屆優勝的實力。小學畢業後因為要照顧生病的祖父而搬回家鄉福井就讀，因此而和千早、太一分離。國中時，在升級比賽當天，原本打算照顧祖父而不打算參加比賽，但是在祖父的一番話後選擇參加了比賽，成功升為A級。新要去比賽時，就有想過當時母親也快回家了，所以新覺得只是離開一小段時間，應該不會有什麼事，但卻在母親還沒回來的這一個小小空窗時間，祖父卻病發過世，由於覺得是自己的過錯，自責而變得討厭歌牌。在高一時和千早、太一相見後，發現自己還是真心喜歡歌牌，也因此重新開始練習歌牌。期間雖然有一年沒有接觸歌牌，但是實力依舊。
在高二時，原本打算觀看千早和太一的團體戰，但在路上卻遇國中時的友人，友人因為團員遇到交通問題而無法趕到會場，且因為本身只有三個團員，如果再少一個便會連比賽都不用的無條件落敗，因為不想自己和團員的努力白費，便懇求新幫他，新心軟答應，冒充福井高中的一員參賽，新在代打時體會到了隊伍間的感情、想到了自己以前和千早、太一組隊時的種種，便改變了自己對團體賽的看法，原本新和友人就商量打算什麼都不做的直接落敗就行，但是在體會到了團體間的感情後便使出了全力應戰，最後雖然只有新和其中一位贏了，團體落敗，新卻因為展現真正的實力被大會人員認了出來。原本個人賽要遭禁賽，新對於自己的違規行為非常後悔，打算接受所有對於他的懲處，在等待懲處的期間遇到因下雨而提前回到會場的詩暢，告知了詩暢緣由。詩暢聽完後強拉著新去找評委並表示如果新被禁賽的話自己也會棄權，陪著新一起低頭道歉，最後評委以新不能觀看團體賽和寫反省自述書為懲處，保住個人賽資格。由於文筆優美，其悔過書被國中同學形容有如夏目漱石、川端康成、三島由紀夫等日本文豪，且絲毫不受詩暢在旁記頌歌牌的影響。
曾對千早說自己對團體賽沒有興趣，只參加個人賽，但在代打風波後改變了想法。在千早的隊伍勝出團體賽，成爲日本第一後，遇見千早並向她表示已經不會再説類似的話。受到兒時同伴影響，打算創立自己的社團，以團體賽的選手身份參加比賽為目標。不過，新認為的最佳隊伍還是太一和千早，不會考慮其他人。雖然詩暢不斷的慫恿新專心在個人賽就好，不過新拒絕了她的提議。
新曾經和自己的父母商量條件，如果在高二個人賽中獲得優勝，便打算到東京的大學就讀。新本身的能力便足以就讀福井的國立大學，他父母因為新如果去東京上大學的話夫婦在家會覺得孤單，且花費不貲，所以新的父母並不希望新獲得優勝，也因此有了夫婦倆跑去觀看新的個人賽，但卻是為新的對手加油的一幕。最後新打敗詩暢獲得優勝，母親也認同這是新真心所喜歡做的事，便同意新到東京就讀，而費用問題也因為新的祖父為其存的教育基金解決。
在東西代表賽擊敗太一取得名人賽挑戰權，於名人戰和周防名人激戰，打敗周防，成為新一代名人。

### 瑞澤高中競技歌牌部
大江奏（聲：茅野愛衣；林美秀；鄭佩嘉）
瑞澤歌牌部創始部員之一，擔任部內會計。隸屬翠北歌牌會的D級→B級選手。生日：11月3日，O型，身高：150cm。三年級。
家中經營和服買賣的「大江和服店」，獨生女。因為想穿日式褲裙這樣的理由，而對歌牌社產生興趣（在此之前是弓道部成員），對和服有著狂熱的愛。入社條件是所有成員比賽時都要穿日式褲裙，以及千早要為家營的和服店拍攝型錄。外形嬌小，無法強攻，故歌牌風格較重視防守，然而一旦穿上和服，身體姿勢受到矯正，進攻就會變得流暢。
古文宅女，會依照和歌的意義與背景來確認歌牌，與只用發音來判斷的一般人不同，獨特的取牌邏輯和詩暢十分相似。歌牌目標是成為專任讀手，在千早的女王戰上詠唱。但成為專任讀手同時也必須取得A級資格，為此曾受到強烈打擊，不過很快就復原了。最喜愛的讀手是山城今日子七段，擅長的歌牌是小式部内侍的「おほえやま」。
千早與社員們通常以小奏稱之，被原田老師稱為「額頭小妹」。
部裡最早發現太一對千早心意的人，時常為太一製造機會。與小桌互有好感。
西田優征（聲：奈良徹；何志威；陳旭恆）
瑞澤歌牌部創始部員之一。隸屬翠北歌牌會的B級→A級選手。器材管理。生日：11月29日，B型，身高：176cm。三年級。
5歲開始玩歌牌，歌牌資歷為部裡最久，小學時實力僅次於新而時常獲得全國大賽亞軍。
小學六年級在團體賽與千早等人對戰，國中時期加入網球社，高中初期本也想繼續打網球，但因始終忘懷不了歌牌而被千早拉攏入社。被除了太一以外的成員通稱為「肉包君」。
二年級的全國大會A級個人賽第二場，相隔十年再度對戰宿敵藤岡東高中的綿谷新。在吉野會大賽與須藤的對戰中，使太一領悟「個人賽就是團體賽，團體賽就是個人賽」的真意。
三年級太一與千早離開時成為了歌牌部的精神支柱，有敏銳的洞察力和掌握對戰局勢的能力，但比賽總是遭遇強敵而未能奪冠。
稱千早的「內在是個小六男生」，暗戀小奏。
駒野勉（聲：代永翼；蔣鐵城；黎景全）
瑞澤歌牌部創始部員之一，負責文書，情報蒐集、統計與紀錄對戰資料。隸屬翠北歌牌會的D級→B級選手。生日：2月16日，AB型，身高：157cm，左撇子。家中經營藥局，三年級。
瑞澤高中全校第二名，成績經常被拿來與太一比較。原本只關心功課，因為經常抓住桌子不放而被周圍的同學稱為「小桌」，後來被太一對歌牌的熱情打動而入社。入社後成績由全年級第二降至第五，但本人已不如從前那般只在意學業。負責比賽的記錄管理，將每人的表現、失誤次數、逆轉獲勝的機率都統計整理起來，這些數據往往成為他在與人對戰時，制定戰略的依據，也成為幫助千早找出她個人能掌握的二十個「一字決」。
全國大賽時因努力搜集情報而被山井真琴戲稱為間諜小弟。
暗戀小奏，三年級全國大會結束後成功告白，現與小奏交往中，十分感激肉包君的成人之美。加入歌牌部的兩年半中獲得了未曾想到過能得到的友誼與珍貴的回憶，在千早備戰女王挑戰賽期間與小奏共同製作了7位名人、女王戰的專任讀手錄音檔，千早為此感動不已。
筑波秋博（聲：入野自由）
歌牌部成員，千早等三年級引退後接任部長。隸屬府中白波會的D級→B級選手。生日：2月28日，AB型，身高：167cm。二年級。
來自北海道，加入歌牌部前只有「下句歌牌」經驗，對於本島「上句歌牌」的經驗不足。十分努力鍛鍊，有強烈的求勝心與上場慾，時常偷改出賽表以便能讓自己上場比賽。十分疼愛弟弟。
有腹黑的一面，會露出睜開眼睛，舌頭往上舔的恐怖表情。
代表牌是陽成院的「つくばねの」。
花野菫（聲：潘惠美）
歌牌部成員，千早等三年級引退後接任副部長。隸屬府中白波會的D級→C級選手。生日：8月7日，A型，身高：158cm。二年級。
情感豐富的戀愛腦。1年級開學前，被自己的男朋友甩了，於是在開學時就下定決心要跟全校最帥的男生交往，最後看上了太一。當初與很多女生參加競技歌牌部，為了就是要接近太一，在其他的女生皆因對太一失去興趣而紛紛退社時，只剩下自己持續追著太一。對於歌牌原先沒有很大興趣，但是對於歌牌上的戀愛故事深深感到共鳴，在奏與千早兩人的支持下，決定學習歌牌。擅長戀歌。
代表牌是小野小町的「はなのいろは」。
在千早與詩暢的女王戰中與田丸共同擔任千早的歌牌女孩。有個就讀他校的雙胞胎弟弟葵。
田丸翠（聲：水瀨祈）
歌牌部成員，隸屬琦玉咲良會的A級選手。1年級。
父母皆為歌牌愛好者，櫻澤翠的忠實粉絲，名字中的翠即是由此而來。哥哥也是咲良會的A級選手。
本身相當有實力，極度渴望得到讚美與認同，卻因自身性格的缺陷影響而在大賽中時常無法發揮，在西田與駒野的指導下逐漸成長並面對自己的不足，千早等3年級引退後可望成為歌牌部的主將，實力為瑞澤1年級中最強。
雖在東日本代表選拔賽中敗給千早，卻受到櫻澤翠認同其表現並邀請參加富士崎集訓。
現與花野共同擔任千早女王戰的歌牌女孩。
原實紅
歌牌部成員，D級。1年級。
橋立蒼太
歌牌部成員，D級。1年級。
波田橙吾
歌牌部成員，初學者，1年級。
有著一頭天然捲髮，因為想知道平安貴族是怎麼應對天然捲，才加入競技歌牌部。
初中時是棒球社的捕手，因傷不能再投球而引退，對於體能維持與健康管理相當有一套。
宮內妙子（聲：藤田淑子（第1、2期）→鳳 芳野（第3期）；詹雅菁；郭碧珍）
瑞澤高中的化學老師，又稱「女帝」。除了是歌牌部顧問之外還擔任網球部、羽球部與化學部的顧問。原本只重視網球部並認為歌牌只是普通的遊戲而已，但在看到千早等人努力專注於歌牌的決心，和認真練習的樣子後，漸漸對歌牌產生了興趣。雖然後來仍搞不懂歌牌的規則，卻十分維護歌牌部。

### 其他學校

#### 北央學園
須藤曉人（聲：大原崇；蔣鐵城；黎景全）
北央學園歌牌部前主將，比千早等人大兩屆，初登場是千早1年級時在東京都預選賽決賽中的對手。
A級選手，在全國高中錦標賽A級個人戰中有著準優勝（亞軍）的好成績。自全國大賽的東京都預選戰以來，一直視千早為敵，喜歡欺負千早這樣的美女。被稱為抖S。
高中畢業後進入東京大學就讀，並加入東大歌牌部（成為周防名人的後輩）。在東京都預選戰的決賽（甘糟擔任主將再度跟瑞澤高中交戰）中擔任讀手，其誦讀的實力得到原田的認同。
具有成為日本歌牌協會會長的抱負，渴望打倒周防成為名人。在東西挑戰賽前作為對手在北央及東大歌牌部與千早進行特訓。
甘糟那由太（聲：本田貴子；陳筱寧；馬慧琪）
北央學園歌牌部前主將，比千早等人大一屆，須藤畢業後接任部長，但是相當缺乏身為主將的自覺。
A級選手，身材嬌小，動作相當靈活敏捷，運動神經良好，性格開朗，討厭麻煩的事情。
初登場是千早1年級時東京都預選賽決賽作為肉包君的對手，一年後作為主將與千早對決。
木梨浩（聲：中井和哉；林正騏；陳旭恆）
北央學園現任歌牌部部長，3年級，綽號小飄∕小耗。
萬年B級俱樂部成員，高中最後一次的全國大會B級個人賽中終於奪冠，成功脫離B級成為A級選手。
與千早等人同年，小學時與千早等人同屬白波會成員，相當照顧後進，學弟們對其相當信賴與尊敬。對於團隊意識的執著與勇於承擔責任的特質，使其在三年級的全國大會時終於完成須藤時代也無法獲得的團體賽冠軍。
與肉包君的姐姐優華璃一見鍾情，現正熱戀中。
城山浩希（聲：加藤將之）
比千早晚一年入學，卻有比同年齡優越的A級實力。
太田
歌牌部成員，1年級，小千早等人2屆，A級選手。
初中時與田丸翠同為琦玉咲良會成員。在全國大會上對田丸冷嘲熱諷，其實內心對田丸的執著相當在意。
美馬慧一郎
歌牌部成員，1年級，小千早等人2屆，A級選手。
須藤的粉絲，初中二年級時因時常在歌牌部教室門口徘徊（其實是為了偷拍須藤）而被小飄邀請加入歌牌部。
瀨多百太
歌牌部成員，1年級，小千早等人2屆，A級選手
前排球社成員，初中二年級時因為身高的關係無法成為舉球員而在角落哭泣，被小飄挖掘進入歌牌部。
持田太（聲：阪口大助；何志威；陳振聲）
歌牌部顧問，本身也是A級選手，但實力不及須藤曉人。

#### 富士崎高中
江室凌雅（聲：小野友樹）
歌牌部主將，A級選手。戶田的學弟，比千早等人大一屆。由於體型和眼鏡的緣故使太一在對戰時將其錯認為新。喜歡巨乳，好色，部員們稱其為「色室」。
擅長圍手，在團體賽決賽中因過於輕敵而輸給太一，事後反省自己的驕傲。
全國大會A級個人賽第三場，對戰北央學園的甘糟那由太。準決賽，對戰藤岡東高中的綿谷新。
山井真琴（聲：齋賀光希）
歌牌部成員，A級選手。與江室同年級的主力選手之一，男性，實力成謎。長相漂亮，十分受到歌牌部女社員的歡迎。比賽若認真開始對戰時會吐氣吹飄額頭上的頭髮。喜歡美麗的事物，表面上十分討厭理音，其實對她在意得不得了。個人特技是能在眼睫毛上同時擺放三根火柴棒。
在全國大會團體賽決賽中對戰桌子君，後於A級個人賽第三場時對戰明石第一女子高中的逢坂惠夢。
室村充輝（聲：須嵜成幸）
歌牌部成員，A級選手，與江室同年級，三年級主力選手中實力排名第二。
於全國大會團體賽決賽中與筑波秋博對戰，在A級個人賽第一場中敗給肉包君。
鈴木真太、奏太（聲：千葉進歩）
歌牌部成員，均為A級選手，與江室同年級的雙胞胎，三年級主力選手中實力排名三、四。人稱「真奏」。
身為主力選手之一的奏太在全國大會團體賽決賽中與肉包君對戰；真太則因膝傷被換下，後於A級個人賽第三場對戰綿谷新。
山城理音（聲：高垣彩陽）
歌牌部成員，與千早等人同年，初次登場時（第71話）為B級選手，後因獲得兩次B級決賽準優勝而晉級為A級。
專業讀手山城今日子七段的孫女。聽力出色，與周防名人、千早同屬為「感覺」優秀的歌牌選手，在奶奶擔任讀手的比賽時，連千早也只能勉強跟上「小山的感覺」。被奶奶形容為擁有「歌牌的絕對音感」，比賽的表現往往取決於讀手的好壞（對她而言唸的好聽的讀手非常少，甚至只有在奶奶擔任讀手的時候才能發揮出實力），因此從未獲得個人賽優勝。
團體賽決賽時不小心傷到千早，因驚慌而無法集中精神，首次在奶奶當讀手的比賽中敗北。賽后落淚，被顧問鼓勵：「我們部裏沒有一個人能勝過瑞澤的綾瀨，這次你輸掉不是你的錯。但是，給我好好地反省在自己主場的比賽輸掉的心情。下一年要領大家一場不輸的人，是理音你。」
平日面無表情，常被部員排擠欺負。與千早一戰之後逐漸改變心態，開始改善與部員間的交流，高三時成為歌牌部副部長。
愛吃飯糰，體型瘦弱，食量卻大，為了從奶奶那兒拿到白米而持續練習歌牌。
討厭運動，體力欠佳，對有壓力的場面經驗不足。對歌牌不夠執著，雖擁有過人的才能，卻沒有以成為女王為目標。
日向良彥（聲：佐久間元輝）
江室畢業後接任歌牌部部長，A級選手。與千早等人同年級，口頭禪是「請多指教」。頭髮越捲實力越強，壓力太大時頭髮會變直。
青島櫻
歌牌部成員，B級選手。與千早同年級。
全國大賽團體戰準決賽中與田丸翠交手，賽前對田丸發出自己的名字與髮型與櫻澤翠更相似的宣言。
系瀨
歌牌部成員，B級選手。小千早等人1屆。
河嶋啟
歌牌部成員，B級選手。小千早等人1屆。
兩國厚
歌牌部成員，B級選手。小千早等人1屆。前相撲社。
戶田（聲：浅利遼太）
歌牌部成員。B級選手。大江室1屆、千早2屆的前輩。在畢業前的全國大會B組個人戰決賽中打敗太一。
林田（聲：安濟知佳）
歌牌部女社員。全國大會A級個人戰決賽中負責攝影紀錄比賽。
櫻澤翠（聲：林原惠）
歌牌部顧問，A級選手，六段。39歲。6歲開始學習歌牌，已擔任富士崎歌牌部指導老師長達12年。此間帶領富士崎花牌部成為全國大賽的常勝軍，在遭遇瑞澤前已是團體賽四連霸，深受學生們尊敬。為使歌牌部能持續傳承，在決賽中總是會以一名低年級生替代先前的主力選手出戰，因而被女社員稱為魔鬼教練。
出於對歌牌的熱愛與身為一流指導者的惜才之心，在全國大賽後邀請千早和太一以及北央學園參加富士崎的暑期集訓，並且在新剛成立藤岡東歌牌部時同樣也邀請前去集訓。
雖從未獲得女王頭銜，但曾五度挑戰女王寶座（其中四次敗給前女王千原遙），被稱為「最強挑戰者」，是當時的歌牌偶像，許多人以她的名字為女兒命名。

#### 藤岡東高中
松林舜（聲：水野貴雄）
隸屬福井南雲會的B級選手。一年級。4月生，16歲。松林滉的哥哥。與弟弟和新一同創立藤岡東歌牌部。
全國大會團體戰準決賽與瀨多百太，季軍賽與西田優征對戰。
松林滉（聲：観世智顕）
隸屬福井南雲會的B級→A級選手。一年級。3月生，15歲。松林舜的弟弟。與哥哥和新一同創立藤岡東歌牌部。
全國大會團體戰準決賽與美馬慧一郎，季軍賽與田丸翠對戰。隨後於B級個人賽獲得優勝晉升為A級。
山本理沙（聲：木村亞希子）
D級選手。二年級。
全國大會當天對新告白，馬上被拒絕而因此消沉。團體戰準決賽時與太田，季軍賽與大江奏對戰。
望月千笑（聲：田中貴子）
D級選手。
全國大會團體戰準決賽與城山浩希，季軍賽與駒野勉對戰。
土田憲一（聲：仲村水希）
D級選手。
第六名社員，在山本被拒絕而意志消沉時代替她上場比賽。
管野老師（聲：岩崎諒太）
歌牌部顧問。藤岡東高中的體育老師。
A級選手，然而自從15年前獲得大學組冠軍後便再也沒有參加過歌牌比賽。
與富士崎集訓期間負責開車接送歌牌部成員。

#### 明石第一女子高中
逢阪惠夢（聲：松本幸）
隸屬於明石會的A級選手，就讀於明石第一女子高中，比千早大一歲；高二時就成為西日本代表打入挑戰女王爭霸戰但敗北。天然呆，雖然長得可愛，但十分毒舌。擁有3個攝影部的忠心粉絲。雖然被隊友捧著要讓自己成爲女王，心裏卻早已放棄，認爲女王什麽的早已沒所謂，只是希望能和朋友們一起玩歌牌。和千早比賽時終于認真地對待比賽，以成爲女王為目標。
夕部慶子（聲：北西純子）
明石第一女子高中的A級選手。因爲搶牌的時候手法強硬和手腕有力而嚇倒西田，被西田認爲是一個男的。和千早對個人戰的時候，被千早用左手贏了比賽。賽后，自己跑去告訴千早，不要以爲自己是輸給她，並表示自己是輸在糟糕的記憶力。表示自己會在考試的時候努力溫習以訓練記憶力，千早卻在心裏不禁的讚美她十分有男子氣概。

#### 藤岡西高中
河内翔二（聲：司將之）
綿谷新的國中同學，A級選手。曾因為對新開了其祖父的玩笑被揍了一拳。

### 名人／女王
若宮詩暢（聲：中道美穗子；詹雅菁；賴芸芬）
現任女王，左撇子，左眼角下有顆淚痣的美少女。現就讀京都府津咲高中3年級。京都明星會的超A級選手。
與千早等人同年，服裝品味相當怪異，喜歡雪人丸。
天賦優異，小學4年級便升上A級，初中3年級便擊敗才剛成為女王一年的山本由美，史上最年輕的女王頭銜擁有者。直覺敏銳，最大的武器是速度與奪牌時的準確度，比賽期間往往以只碰到一張牌的精準度搶牌。與歌牌心有聯繫，喜歡與歌牌對話。曾說過「就像我喜歡歌牌一樣，歌牌也喜歡我」。性格是標準的京都人，說話時總是喜歡挖苦別人。有著身為女王的自負與強大。
高中1年級的全國大會A組個人賽均以壓倒性的戰績取勝，並以12張的差距擊敗須藤曉人。然而高中2年級時在決賽時對戰復出的綿谷新，以2張之差吞敗，此後在3年級的決賽仍然無法戰勝新，以1張之差再度敗戰，連續兩年獲得高中組個人賽亞軍。因小學時籤運不佳，參加比賽時總是在第一場就因抽中新而打包回家，非常想要戰勝新。
五歲時父母離異，被母親帶回娘家。在擔任京都府議員、對教育相當嚴格的外婆的堅持下，開始學習各種才藝，終於發掘了她的歌牌才能；最初接觸歌牌的契機是牌上繪著的「可愛」圖案。幼年時期非常渴望與「朋友」一同遊戲而故意放水，在當時的指導老師伊勢會長對其祖母的建議下而失去同齡玩伴，使其逐漸養成如同外表般高傲冷漠的性格，然而在內心深處仍然十分羨慕千早和新都能組成「團隊」，相當在意只有自己是孤身一人。
對「雪人丸」的周邊有著極度狂熱，曾為了收集稀有貼紙兌換關西限定的「雪人丸」商品而吃了過多的冰淇淋，使得體重過了暑假飆升十公斤，以至於在高一與山本由美的女王戰上變得相當圓潤。
對自己的賽後反省相當嚴格，常說「下次一張也不會讓妳拿到。」
拿手牌是平兼盛的「しのぶれど」。
現在正與千早在女王戰熱戰中。
周防久志（聲：東地宏樹、七瀬亜深；蔣鐵城；陳旭恆）
現任名人，26歲，從大學才開始學習歌牌，聽覺敏銳，直覺（感じ）強大到「一字決」的牌對他而言有27張（一般只有七張）。本身講話聲非常小、個性漫不經心的人，大學不斷留級。而後終於從東大畢業，於補習班擔任小論文的老師，並十分受學生喜愛。
有遺傳性的眼疾「視網膜色素病變」，視野會隨年紀增長慢慢變狹窄，嚴重的話可能會失明，必須佩戴墨鏡減緩光線對眼睛的傷害。
因爲經常用散漫的態度對待人，因此即使是身為名人，卻同時是個不能或很難對小孩子說出要以他為榜樣的人。對待人的態度甚至達到讓人想他下台的地步。
本人覺得山城今日子（山城理音的奶奶）當讀手最好，對今日子更是有喜歡她的感情和崇拜的心情混合在一起。認爲今日子讀的牌即使不是一字決的自己也很有把握，因爲他覺得今日子讀出來的牌一字一句都有一點點的分別，而明白到和能找出那個分別的就只有自己。基本上如果是山城今日子當讀手的比賽，周防就贏定了。
曾經對千早大喊自己沒有另一伴，而千早也大喊自己也沒有，因此在心裡認定千早為結婚對象，但是在太一對其說他是千早的男朋友時，認定離婚。
在名人戰擊敗原田秀雄，取得五連霸後擁有「永世名人」頭銜。本來周防在記者會上宣布要引退，但被新在台下提出挑戰，周防接受新的挑戰，決定將引退的事情再延後一年，讓在場的所有人大驚失色。在名人賽後對原田老師的白波會進攻型歌牌很有興趣，在隔天的高松宮盃觀看太一與新的比賽，並仔細剖析兩人比賽的方式。當天晚上比賽後，在回去東京的新幹線上看見了眼角泛淚睡著的太一。之後在補習班遇到退出瑞澤歌牌部的太一，一語點出了太一內心一直不願承認的真實想法。而後經常與太一在東大歌牌會練習歌牌，並親自給予各方面的教導。
現在正與成為挑戰者的新激戰中。
綿谷始（聲：有本欽隆；劉傑；陳振聲）
新的祖父。1980年代完成七連霸的永世名人。新的歌牌啓蒙老師，對新來說是「歌牌之神」。在新小學六年級時因腦梗塞造成右半身癱瘓，數年後在新晉升A級的那天病逝。
豬熊遙（聲：坂本真綾）
舊姓千原（ちはら）。隸屬於高砂會的A級選手，六段。34歲。
育有兩子，暉(あき)與迅(じん)。先生是電視台製作人。曾締造歌牌女王四連霸紀錄，當時的對手即為櫻澤翠。千早2年級的時後於吉野會大賽再度復出並獲得女王挑戰資格，被譽為當年度「最強的挑戰者」，仍不敵若宮詩暢，以1:2落敗。賽後宣布懷孕。全國大會時女兒出生，並為其命名為翠。現在是三個孩子的媽。拿手牌與千早同樣是「ちはやふる」。東日本代表選拔賽後接受千早的請託而協助進行特訓。
渡會智惠
八段。勇奪13次女王寶座，10連霸永世女王，20連勝紀錄保持人，女王中的大女王。天然呆的傻大姐個性。職業是百貨公司櫃姐。
過去野心是同時奪得女王與名人頭銜，然而礙於當時賽制，女性選手無法參加名人賽，轉而致力奔走改變體制，是女王戰由三戰二勝制改為五戰三勝制的幕後推手之一。
幫助千早進行女王戰特訓。

### 歌牌會

#### 府中白波會
原田秀雄（聲：石塚運昇（第1、2期）→三宅健太（第3期）；蔣鐵城；黎景全）
白波會會長，A級選手六段，58歲，執業醫師，在東京開業，經營原田內科．小兒科診所。
千早與太一的師父，歌牌風格強烈的進攻型歌牌，被須藤曉人形容為一頭「知性的熊」。
19歲時曾與綿谷始永世名人對戰過，當時是備受矚目的超級新人，但因為就讀醫學院畢業後先後被外派到沖繩及北海道而未能繼續發展，等他回到東京安定下來的時候已經37歲了，已經失去了對歌牌選手來說最重要的「感覺」，但他始終沒有放棄，後來在第五十九屆名人挑戰賽中成功獲得挑戰周防名人的資格，是二度挑戰名人之位的男人，其對歌牌的熱情獲得周防名人的認同而欲與其對戰，縱使年近六旬仍對名人之位有著相當的執著。
坪口廣史（聲：高橋研二；林正騏；陳振聲）
A級選手，受原田老師影響甚鉅，歌牌風格為具侵略性進攻型歌牌。曾在東西日本代表戰中敗給西日本代表武村。
大學畢業後成為高中教師，現任朋鳴高中歌牌部的指導老師。
筑波冬政、春臣、夏總
聲：
- 冬政：安濟知佳
- 春臣：杉浦奈保子
- 夏總：佐藤惠

筑波秋博的三位弟弟，依序為十一歲、十歲與九歲，對長兄的實力非常仰慕。與秋博一同加入府中白波會。

#### 翠北會
北野昌夫（聲：佐藤健輔；劉傑；陳振聲）
翠北會會長，肉包君的老師。
肉包君認為其是相當擅長幫助新手打好基礎的人。
與白波會的原田老師水火不容卻又惺惺相惜，兩人30多年前彼此就是競爭關係。
山本由美（聲：甲斐田裕子；雷碧文；鄭佩嘉）
A級選手，六段。銀行職員，24歳。姓名和長相都很普通的前任女王，實力強大，出手謹慎準確，暱稱「由米（ユーミン）」。有著「愛辯的由美」之稱，這個十分有名的習慣因和女王的身分不相稱而被暫時隱藏了。對師父北野先生十分敬重，努力了十年才在大學最後一年獲得的女王頭銜，僅保有了一年即被當時十五歲的若宮詩暢奪走而失去對歌牌的熱情，在與千早的對戰中被北野點醒，使用了自己的花牌而打敗千早，成功取得挑戰女王的資格，但仍然不敵若宮詩暢而敗下陣來。

#### 福井南雲會
栗山勇（聲：村上裕哉；何志威；陳振聲）
南雲會會長，與白波會的原田秀雄是兒時玩伴。
現因膝傷休賽中。
村尾慎一（聲：上田祐司；劉傑；黎景全）
A級選手，公務員，26歲。會中唯一有實力與新對戰的人。從小就有玩歌牌的天分。
曾經以挑戰者身份挑戰周防名人卻敗北，一度認為自己的實力到達極限而想放棄歌牌，之後再度回歸。有一對雙胞胎弟弟名叫健太、優太（聲：西野陽子）。
以優秀的成績畢業於關西知名大學，在蘆原市公所上班。低調地受到歡迎而有人氣。
唯一的煩惱就是和周防名人同年卻遲遲未當上名人。

#### 京都明星會
伊勢大二郎（聲：遠藤大智）
明星會會長。詩暢的啟蒙老師。是新的祖父綿谷始的手下敗將之一，對於新對詩暢的各種攻守招式令他回想起與綿谷始的對戰過往而暗中對新惱恨。
著有《驚天動地的鬼神》一書。
結川桃（聲：池田海咲）
A級選手，醫大生。左撇子。兩度晉級西日本代表挑戰賽。
綽號小桃，歌牌選手迷，豬熊遙與櫻澤翠的粉絲，對於近代賽事如數家珍。
在詩暢與豬熊遙的女王戰中擔任詩暢的歌牌女孩。現幫助詩暢經營社群頻道。
小石川秀作（聲：福西勝也）
初登場時為K大歌牌會的A級選手，畢業後任職於京都的大石天狗堂而加入明星會。
綽號小作。因比賽時常手誤又被叫做蠢作，但從不因此而畏懼出手，心態相當健全。
暗戀小桃。與小桃一同幫助詩暢經營社群頻道。
竹內心
戴眼鏡的小學女生，身高130公分，詩暢的粉絲。詩暢在她身上看見自己小時候的影子。
現於詩暢與千早的女王戰中擔任詩暢的歌牌女孩，為史上最年輕的工作人員（10歲）。

#### 琦玉咲良會
鬼瓦義時
八段，以訓練紮實著稱。田丸兄妹的老師。
田丸剛
田丸翠的哥哥。A級選手。明地大學4年級。兄妹個性相近。

### 其他選手
金井櫻（聲：金井美香；雷碧文；馬慧琪）
已有卅五年參賽經歷的資深A級選手。在埼玉的大會贏了千早，讓千早經過這場比賽之後開竅原田說「別再想搶快了」的意義。
口頭禪是「真幸運☆（☆）」。有二個女兒，分別叫椿（聲：西野陽子）、楓。
立川梨理華（聲：大谷育江；詹雅菁；賴芸芬）
隸屬於仙台冬雪會，小六生，在小四就取得了A級資格，因此被認為是若宮詩暢的接班人，然而有點缺乏實戰經驗，被千早打敗。
武村敬一（聲：劉傑；黎景全）
高德院大學歌牌社A級選手，六段。職業為整骨師。

### 日本歌牌協會

#### 成員及裁判
間下義明
日本歌牌協會會長，十段。
吉岡（聲：小形滿）
歌牌聯盟行政人員，對新生代的「綿谷名人」繼承者評價很高。
山尾由起 七段 52歲
隸屬滋賀大津歌牌會。歌牌協會理事。唯一打敗過渡會永世女王的人。
西島美津子 七段
東西挑戰者選拔賽．女王席．第一場裁判。該場次讀手: 五十嵐修。
今田裕子 七段
對於「不會被讀到的牌」有著驚人的直覺，準確率達到80%。
東西挑戰者選拔賽．女王席．第二場裁判。該場次讀手: 牧野美登里。
鷲尾 博希
東西挑戰者選拔賽．名人席．第三場裁判。

#### 讀手[註 1]
山城今日子（聲：芹野惠子（誦詩）、莊司美代子（台詞）；雷碧文；郭碧珍）
理音的祖母。A級讀手。七段。名人、女王戰專任的七位讀手之一。年輕時曾經達成八連霸的永世女王成就。
為周防久志最喜愛的讀手，據他所說，今日子是最喜歡日語的人，同樣的發音在她心裡卻有不同的景色，而自己正因為能夠讀解，才能比別人更快一步取牌。
也是小奏最崇拜的讀手。
五十嵐修
名人、女王戰專任讀手之一。東京都歌牌協會所屬之A級讀手，七段。
於千早3年級時再度參加名人選拔賽。賽前喜歡發推特，手機壞掉時會十分沮喪無力。
廣田幸一郎
名人、女王戰專任讀手之一。廣島縣歌牌協會，六段。
性格淡定，不受場上選手的爭辯影響而不耐煩。
牧野美登里（聲：木本景子（台詞））
名人、女王戰專任讀手之一。太宰府歌牌協會所屬之六段。舊姓河合。
31年前（漫畫22集，動畫S3E12）的吉野會歌牌大會決賽中，原田老師在即將與北野老師的決戰前，以因故臨時頂替原讀手上場的河合美登里「她的詠唱會影響自身狀態」為由棄賽，為此美登里發憤精進自己的詠唱技巧，經過一番努力而成為專任讀手。
如今原田老師對其評價是「比起年輕時更為穩定的詠唱速度及優美的鼻濁音」。
現為福岡縣歌牌強校，筑豐女學館的指導老師。
小峰和光（聲：山内健嗣（台詞））
名人、女王戰專任讀手之一。東京都歌牌協會所屬之八段讀手。
身材矮小，聲音卻相當立體渾厚。有「如聖母峰般的小峰」之美稱。
芹澤恭治
名人、女王戰專任讀手之一。宮城縣歌牌協會所屬之八段讀手。
聲調，節奏，音高極其準確，如同節拍器一般。卻因過分強調音準與節拍，毫無情感波動，故對於「感覺」好的選手而言，又被稱為「無奇蹟的芹澤」。
九頭龍葉子
名人、女王戰專任讀手之一。京都府歌牌協會所屬之讀手，已有十年未曾出任過名人、女王戰。音色相當獨特。
此次復出為前來協助頂替因流感而缺席的兩位專任讀手，體質相當怕冷。
田代（聲：逢坂良太）
新進讀手，剛取得B級執照。持田太的朋友。

### 家人

#### 綾瀨家
綾瀨千歲（聲：遠藤綾；雷碧文；郭碧珍）
比千早年長一歲的姊姊，模特兒、藝人與女演員，千早在接觸歌牌之前一直憧憬的人。身高159cm，血型A
脾氣暴躁，工作發展不順利時會遷怒千早，卻又因千早對歌牌的堅持而轉念也想要為自己的工作而努力，隱藏的妹控。
在爸爸錯將千早比賽用的和服寄到自己出外景的滋賀時，漏夜搭車趕赴近江神宮為千早送和服，自己則因為專用枕頭不在身邊而失眠。
綾瀨千惠子（聲：雪野五月；林美秀；馬慧琪）
千早和千歲的母親。對千歲的煩惱大過於千早，以至於一直以來都忽略了千早的志向，直到千早在參加全國大會之後開始正視千早未來的出路，並且和小奏的母親利惠子夫人相當交好，逢年過節都會送禮致謝。千早二年級的全國大會前帶著千早在大江和服店買下了人生第一套和服。
綾瀨健二（聲：濱田賢二）
千早和千歲的父親。疼愛女兒，會將千歲和千早的相關新聞作成剪貼簿。
情人節時將千早和小奏、堇一起做的巧克力點心偷吃光。
千早女王戰時將千早的行李寄到千歲出外景的滋賀，使得千早第一場比賽得借學妹的和服穿。

#### 真島家
真島麗子（聲：嶋村侑；詹雅菁；賴芸芬）
太一的母親。勝利至上主義者，千早背後稱她為「壓力夫人」。在太一小學3年級禁止他說「因為」和「但是」，卻也讓太一之後的性格變得堅定。對太一玩歌牌的事有所不滿，揚言如果太一沒有取得全年級第一名，就要太一退部。因太一在小學時和千早比賽歌牌中被千早勝出，因後對千早充滿敵意。
真島梨香（聲：安野希世乃）
太一的妹妹，小太一7歲。

#### 綿谷家
綿谷麻里（聲：桑島法子；詹雅菁）
綿谷新的母親。
與丈夫不同，是孝順公公的好媳婦，所以新的爺爺有留下一筆供新去外地念大學的財產的事情她也知道，加上看見新對花牌的熱愛後，同意新上東京念大學。
綿谷彰（聲：堀川仁）
綿谷新的父親，是個上班族。在新小的時候因為調職到東京，從此父子2人就在東京定居下來。
與父親綿谷始關係不好，討厭花牌，但對於其規則還是略懂。由於與父親關係不好，所以不知道父親有留下一筆錢給新。

#### 若宮家
若宮詩穗（聲：進藤尚美；林美秀）
若宮詩暢之母，離婚後帶著五歲的詩暢返回位於京都的娘家。
詩暢的祖母 聲：早水理沙
京都府議員。詩穗離婚後便搬回娘家與其同住，作為交換，詩暢必須不斷地學習。對女兒詩穗相當嚴格，然而對詩暢這個孫女有時卻很溺愛。支持詩暢學習歌牌的動力。

#### 周防本家
周防正（聲：尾上 翔、神木孝一（兒時））
長崎縣人，周防久志的堂弟，理髮師。家中經營蔬果店
周防兼子（聲：津田匠子）
長崎縣人，周防久志的姑姑，十分愛護年幼時的久志。
原本在和菓子工廠上班，因家族遺傳性眼疾而不得不辭職。在周防久志上大學前叮嚀他要「成為一個了不起的人」，而對周防影響深遠。

#### 其他
大江利惠子（聲：久川綾；陳筱寧；馬慧琪）
大江奏之母，經營「大江和服店」，十分有商業頭腦，每次比賽都為歌牌部成員打理和服。
西田優華璃（聲：日野未步；雷碧文）
優征的姊姊，熱愛絹印。和小晃交往中。
豬熊智（聲：宮本淳）
電視製作人，豬熊遙的先生。支持妻子繼續參加歌牌比賽，豬熊家的支柱，遙參加比賽時負責照顧兒女。
以美少女高中生為題邀請千早錄製女王挑戰者特別節目及後續的貼身採訪，打響千早的知名度。

### 其他角色
堀川滿（聲：日野未步；雷碧文）
千早的同學，深受其信任。
深作時次（聲：遠藤大智；何志威）
瑞澤高中的古文教師，是個被稱作「隱士」的老頭，唯一讓「女帝」無法強勢以對的人。
勝義書店店長（聲：佐藤健輔；劉傑）
新打工的書店店長，愛好新上市的成人書刊。
蘆野由宇（聲：安濟知佳；陳筱寧）
新在福井的青梅竹馬，也是新的高中同班同學。新從東京回到福井後便一直協助新照顧爺爺。
暗戀新，比賽前總是會幫新作便當，然而對歌牌卻不甚了解，也不知道新向千早告白的事。
佐藤清彥九段
綿谷新的爺爺－綿谷始永世名人的宿敵。
賀正壽子
電視台記者，負責千早的貼身採訪。(213話)
丸井雪子 50歲
任職於丸丸堂，負責雪人丸的品牌宣傳。身材嬌小，總是戴著兩副眼鏡，擅長珠算。
熊野希子 46歲

## 出版書籍

### 單行本
| 冊數 | 講談社         | 講談社                                                  | 東立出版社     | 東立出版社             |
| 冊數 | 發售日期       | ISBN                                                    | 發售日期       | ISBN                   |
| ---- | -------------- | ------------------------------------------------------- | -------------- | ---------------------- |
| 1    | 2008年5月13日  | ISBN 978-4-06-319239-1                                  | 2009年3月2日   | ISBN 978-986-10-3077-7 |
| 2    | 2008年9月12日  | ISBN 978-4-06-319245-2                                  | 2009年3月2日   | ISBN 978-986-10-3078-4 |
| 3    | 2008年12月12日 | ISBN 978-4-06-319252-0                                  | 2009年5月14日  | ISBN 978-986-10-3079-1 |
| 4    | 2009年3月13日  | ISBN 978-4-06-319259-9                                  | 2009年8月13日  | ISBN 978-986-10-3523-9 |
| 5    | 2009年6月12日  | ISBN 978-4-06-319266-7                                  | 2009年10月16日 | ISBN 978-986-10-3953-4 |
| 6    | 2009年9月11日  | ISBN 978-4-06-319271-1                                  | 2010年1月22日  | ISBN 978-986-10-4462-0 |
| 7    | 2009年12月11日 | ISBN 978-4-06-319276-6                                  | 2010年5月26日  | ISBN 978-986-10-5012-6 |
| 8    | 2010年3月12日  | ISBN 978-4-06-319282-7                                  | 2010年7月26日  | ISBN 978-986-10-5506-0 |
| 9    | 2010年6月11日  | ISBN 978-4-06-319287-2                                  | 2011年1月31日  | ISBN 978-986-10-5966-2 |
| 10   | 2010年9月13日  | ISBN 978-4-06-319294-0                                  | 2011年6月16日  | ISBN 978-986-10-6496-3 |
| 11   | 2010年12月13日 | ISBN 978-4-06-380301-3                                  | 2011年8月22日  | ISBN 978-986-10-7022-3 |
| 12   | 2011年3月11日  | ISBN 978-4-06-380309-9                                  | 2011年12月8日  | ISBN 978-986-10-7520-4 |
| 13   | 2011年6月13日  | ISBN 978-4-06-380320-4                                  | 2012年2月13日  | ISBN 978-986-10-8200-4 |
| 14   | 2011年9月13日  | ISBN 978-4-06-380324-2                                  | 2012年6月18日  | ISBN 978-986-10-8662-0 |
| 15   | 2011年12月13日 | ISBN 978-4-06-380331-0                                  | 2012年8月31日  | ISBN 978-986-10-9392-5 |
| 16   | 2012年3月13日  | ISBN 978-4-06-380339-6                                  | 2012年12月6日  | ISBN 978-986-10-9939-2 |
| 17   | 2012年6月13日  | ISBN 978-4-06-380349-5                                  | 2013年4月24日  | ISBN 978-986-317-450-9 |
| 18   | 2012年9月13日  | ISBN 978-4-06-380359-4                                  | 2013年7月1日   | ISBN 978-986-324-153-9 |
| 19   | 2012年12月13日 | ISBN 978-4-06-380369-3                                  | 2013年11月4日  | ISBN 978-986-324-552-0 |
| 20   | 2013年3月13日  | ISBN 978-4-06-380379-2                                  | 2014年2月14日  | ISBN 978-986-332-666-3 |
| 21   | 2013年6月13日  | ISBN 978-4-06-380389-1                                  | 2014年5月27日  | ISBN 978-986-337-044-4 |
| 22   | 2013年9月13日  | ISBN 978-4-06-380397-6                                  | 2014年12月9日  | ISBN 978-986-337-421-3 |
| 23   | 2013年12月13日 | ISBN 978-4-06-380410-2                                  | 2015年1月19日  | ISBN 978-986-348-298-7 |
| 24   | 2012年4月11日  | ISBN 978-4-06-380422-5                                  | 2015年3月10日  | ISBN 978-986-365-053-9 |
| 25   | 2014年7月11日  | ISBN 978-4-06-380433-1                                  | 2015年5月19日  | ISBN 978-986-365-392-9 |
| 26   | 2014年10月10日 | ISBN 978-4-06-380442-3                                  | 2015年10月16日 | ISBN 978-986-382-091-8 |
| 27   | 2015年4月13日  | ISBN 978-4-06-380465-2                                  | 2016年3月25日  | ISBN 978-986-431-485-0 |
| 28   | 2015年8月12日  | ISBN 978-4-06-380474-4                                  | 2016年4月27日  | ISBN 978-986-431-864-3 |
| 29   | 2015年10月13日 | ISBN 978-4-06-380484-3                                  | 2016年9月30日  | ISBN 978-986-462-391-4 |
| 30   | 2016年1月13日  | ISBN 978-4-06-380491-1                                  | 2017年6月15日  | ISBN 978-986-462-891-9 |
| 31   | 2016年3月11日  | ISBN 978-4-06-380498-0                                  | 2017年11月13日 | ISBN 978-986-337-505-0 |
| 32   | 2016年7月13日  | ISBN 978-4-06-394513-3                                  | 2018年11月5日  | ISBN 978-986-470-683-9 |
| 33   | 2016年10月13日 | ISBN 978-4-06-394522-5                                  | 2020年4月13日  | ISBN 978-986-482-146-4 |
| 34   | 2017年3月13日  | ISBN 978-4-06-394535-5                                  | 2020年11月5日  | ISBN 978-986-486-060-9 |
| 35   | 2017年8月10日  | ISBN 978-4-06-394550-8                                  | 2025年8月11日  | ISBN 978-626-02-5232-8 |
| 36   | 2017年11月13日 | ISBN 978-4-06-510484-2                                  |                |                        |
| 37   | 2018年2月13日  | ISBN 978-4-06-511004-1                                  |                |                        |
| 38   | 2018年5月11日  | ISBN 978-4-06-511697-5                                  |                |                        |
| 39   | 2018年8月9日   | ISBN 978-4-06-512495-6                                  |                |                        |
| 40   | 2018年11月13日 | ISBN 978-4-06-513925-7                                  |                |                        |
| 41   | 2019年3月13日  | ISBN 978-4-06-515049-8                                  |                |                        |
| 42   | 2019年7月12日  | ISBN 978-4-06-516668-0                                  |                |                        |
| 43   | 2019年12月13日 | ISBN 978-4-06-518035-8                                  |                |                        |
| 44   | 2020年5月13日  | ISBN 978-4-06-519522-2                                  |                |                        |
| 45   | 2020年10月13日 | ISBN 978-4-06-521140-3                                  |                |                        |
| 46   | 2021年3月12日  | ISBN 978-4-06-522560-8                                  |                |                        |
| 47   | 2021年8月12日  | ISBN 978-4-06-524543-9                                  |                |                        |
| 48   | 2022年2月10日  | ISBN 978-4-06-526797-4                                  |                |                        |
| 49   | 2022年7月13日  | ISBN 978-4-06-528488-9                                  |                |                        |
| 50   | 2022年12月13日 | ISBN 978-4-06-530206-4 ISBN 978-4-06-530738-0（特装版） |                |                        |

- 續作《花牌情緣 plus 為了你》（ちはやふる plus きみがため）

| 冊數 | 講談社         | 講談社                 |
| 冊數 | 發售日期       | ISBN                   |
| ---- | -------------- | ---------------------- |
| 1    | 2024年4月12日  | ISBN 978-4-06-535322-6 |
| 2    | 2024年8月9日   | ISBN 978-4-06-536624-0 |
| 3    | 2024年12月13日 | ISBN 978-4-06-537806-9 |
| 4    | 2025年6月13日  | ISBN 978-4-06-539784-8 |

### 小說
- 時海結以（日语：時海結以）（著）、末次由紀（原作、插圖） 《小說 花牌情緣 中學生篇》講談社〈KC Deluxe〉，全4冊。

| 冊數 | 講談社         | 講談社                 |
| 冊數 | 發售日期       | ISBN                   |
| ---- | -------------- | ---------------------- |
| 1    | 2012年9月13日  | ISBN 978-4-06-376698-1 |
| 2    | 2012年12月13日 | ISBN 978-4-06-376751-3 |
| 3    | 2013年9月13日  | ISBN 978-4-06-376888-6 |
| 4    | 2013年12月13日 | ISBN 978-4-06-376918-0 |

- 時海結以（著）、小泉德宏（劇本）、末次由紀（原作） 《小說 電影 花牌情緣》講談社〈KC Deluxe〉，全3冊。

| 冊數 | 講談社 | 講談社        | 講談社                 |
| 冊數 | 書名   | 發售日期      | ISBN                   |
| ---- | ------ | ------------- | ---------------------- |
| 1    | 上之句 | 2016年3月11日 | ISBN 978-4-06-377394-1 |
| 2    | 下之句 | 2016年3月11日 | ISBN 978-4-06-377395-8 |
| 3    | 結     | 2018年2月13日 | ISBN 978-4-06-393312-3 |

### 相關書籍
- 末次由紀、庵野秀子《花牌與百人一首 「花牌情緣」官方和歌指南》（ちはやと覚える百人一首 「ちはやふる」公式和歌ガイドブック）

講談社〈KC Peace〉，2011年11月11日發售 ISBN 978-4-06-364879-9
- 末次由紀《花牌情緣 入門篇》（ちはやふるかるた 入門編）

講談社〈Characters-A〉，2012年12月13日發售 ISBN 978-4-06-358425-7
- 末次由紀、BE·LOVE編輯部《花牌情緣官方FANBOOK》（ちはやふるオフィシャルファンブック）

講談社〈KC Deluxe〉，2012年12月13日發售 ISBN 978-4-06-376774-2
- 末次由紀、BE·LOVE編輯部《花牌與百人一首暗記卡 「花牌情緣」官方決勝詞指南》（ちはやと覚える百人一首暗記カード 「ちはやふる」公式決まり字ガイドブック）

講談社〈Characters-A〉，2013年12月13日發售 ISBN 978-4-06-358475-2
- 末次由紀、BE·LOVE編輯部《花牌情緣 官方漫畫指南》（ちはやふる 公式コミックガイド）

講談社〈KC Deluxe〉，2019年3月13日發售 ISBN 978-4-06-515101-3

## 電影
2015年4月，東寶電影公司公布翻拍同名漫畫改編的真人電影系列，主演為廣瀨鈴。電影分為三部曲，2016年3月19日上映《花牌情緣 上之句》，2016年4月29日上映《花牌情緣 下之句》，2018年3月17日上映《花牌情緣 結》。

### 演員
- 綾瀨千早：廣瀨鈴
- 真島太一：野村周平
- 綿谷新：新田真劍佑
- 若宮詩暢：松岡茉優
- 駒野勉：森永悠希
- 大江奏：上白石萌音
- 西田優征：矢本悠馬
- 花野菫：優希美青
- 筑波秋博：佐野勇斗（M!LK）
- 須藤曉人：清水尋也
- 木梨浩：坂口涼太郎（日语：坂口涼太郎）
- 周防久志：賀來賢人
- 我妻伊織：清原果耶
- 宮內妙子：松田美由紀（日语：松田美由紀）
- 原田秀雄：國村隼

## 電視劇
《花牌情緣－巡－》是日本電視台於2025年7月9日起播出的週三連續劇，由當真亞美主演。
以電影版10年後世界為舞台。

### 登場人物

#### 主要人物
- 藍澤巡（藍沢めぐる）：當真亞美

梅園高中二年級生。梅園高中競技歌牌部幽靈成員。
- 大江奏：上白石萌音[10]

梅園高中兼任講師暨競技歌牌部顧問。

#### 梅園高中
- 白野風希：齋藤潤[11]

二年級生。家中開拳擊館的業餘拳擊手。現在因受傷原因休息中。
- 與野草太：山時聰真[11]

二年級生。競技歌牌部的唯一成員。
- 村田千江莉：嵐莉菜[11]

二年級生。自小專注於棒球上，但因某事挫折而失去目標。
- 奧山春馬：高村佳偉人[11]

二年級生。雙親都是一流的競技花牌選手。對比自己有天賦的弟弟有股自卑感。
- 八雲力：坂元愛登[11]

剛進入梅園高校的新生。
- 島強：波岡一喜[12]

教師。
- 校長：高嶋政宏[12]

校長。

#### 瑞澤高中競技歌牌部
- 月浦凪：原菜乃華[11]

二年級生。擁有一頭粉紅色頭髮。
- 折江懸心：藤原大祐[11]

二年級生。實力是高中第一。
- 篠原陽介：石川雷藏[11]

二年級生。內心有著與外表不符的少女心。
- 吉野音：瀨戶琴楓[11]

二年級生。
- 庭野康太：高橋佑大朗[11]

一年級生。
- 綾瀨千早〈25〉：廣瀨鈴[13]

顧問。瑞澤高中畢業生。現在在印度教當地兒童們競技歌牌。

#### 北央學園競技歌牌部
- 奧山翔：大西利空[11]

二年級生。競技花牌部部長、王牌選手。春馬的雙胞胎弟弟。實力是繼瑞澤高中的折江懸心之後第二強的高中生。
- 黑田嵐：橘優輝[11]

二年級生。司馬遼太郎的粉絲。
- 久本亘：藤枝喜輝[11]

二年級生。頭上綁著毛巾的熱血男子。
- 有馬仁志：大友一生[11]

二年級生。關西人。
- 柊伊吹：漆山拓實[11]

二年級生。喜愛健身。
- 木梨浩：坂口涼太郎

校友。

#### 藍澤家
- 藍澤塔子：內田有紀[14]

巡的母親。婚禮策劃師，工作繁忙，是家中的經濟支柱。
- 藍澤進：要潤[14]

巡的父親。曾是位廚師，因疫情辭職。現在作為家庭主夫，一邊打理家務，一邊以料理系網紅的身分活躍著。
- 藍澤驅：榎本司[14]

巡的弟弟。中學2年級。與姐姐個性不同，頭腦靈活，就讀中高一貫校。

#### 瑞澤高中畢業生
- 西田優征：矢本悠馬[13]

所創立的歌牌社「府中夕霧會」的會長，也是御好燒店「Nishida」店長。
- 駒野勉：森永悠希[13]

藥劑師。繼承老家的藥局。
- 真島太一：野村周平[13]

實習醫師。
- 筑波秋博：佐野勇斗[13]

奏、千早的後輩。
- 花野菫：優希美青[13]

奏、千早的後輩。

#### 其他人物
- 白野真人：高橋努[12]

風希的父親。
- 中西泉：富田靖子[12]

讀手。
- 綿谷新：新田真劍佑[15]（第7話）

現任歌牌名人。

### 製作團隊
- 原作：末次由紀『花牌情緣』（講談社「BE・LOVE」所載）
- 節目統籌・劇本：小泉德宏
- 導演：藤田直哉、本田大介、松本千晶、吉田和弘
- 劇本：小坂志宝、本田大介、松本千晶、金子鈴幸
- 劇本協力：Monogatari Lab（モノガタリラボ）
- 配樂：橫山克
- 主題曲：Perfume（UNIVERSAL MUSIC LLC）[16]
- 製作人：榊原真由子、巣立恭平、中村薰、平田光一
- 企劃・製作人：北島直明
- 總製作人：松本京子
- 制作協力：ROBOT、WIN'S MOMENT
- 製作著作：日本電視台

### 播出日程
| 集數                                                       | 播出日期 | 副標題 | 編劇                       | 導演     | 收視率 |
| ---------------------------------------------------------- | -------- | ------ | -------------------------- | -------- | ------ |
| 第1首                                                      | 7月09日  |        | 小泉德宏 小坂志宝          | 藤田直哉 | 5.2%   |
| 第2首                                                      | 7月16日  |        | 小泉德宏 松本千晶          | 藤田直哉 | 4.3%   |
| 第3首                                                      | 7月23日  |        | 小泉德宏 本田大介          | 本田大介 | 4.2%   |
| 第4首                                                      | 7月30日  |        | 小泉德宏 小坂志宝          | 松本千晶 | 4.1%   |
| 第5首                                                      | 8月06日  |        | 小泉德宏 松本千晶          | 本田大介 |        |
| 第6首                                                      | 8月13日  |        | 小泉德宏 本田大介 小坂志宝 | 藤田直哉 |        |
| （收視率由Video Research調查關東地區、家戶的即時統計資料） |          |        |                            |          |        |

## 外部連結
漫畫
- 官方網站「花牌情緣」末次由紀｜BE·LOVE｜講談社Comic Plus （页面存档备份，存于） （日語）
- 花牌情緣官方的X（前Twitter） （日語）
- 少女系競技比少年熱血？《花牌情緣》 文：傑特 （页面存档备份，存于） （繁體中文）

真人電影
- 真人電影「花牌情緣」官方網站 （页面存档备份，存于） （日語）
- 真人電影「花牌情緣」官方Twitter （页面存档备份，存于） （日語）
- 花牌情緣 上之句 （页面存档备份，存于） （日語）－KINENOTE
- 花牌情緣 下之句 （页面存档备份，存于） （日語）－KINENOTE
- 互联网电影数据库（IMDb）上《花牌情緣 上之句》的资料（英文）
- 互联网电影数据库（IMDb）上《花牌情緣 下之句》的资料（英文）
- 互联网电影数据库（IMDb）上《花牌情緣 結》的资料（英文）

電視劇
- 花牌情緣-巡-｜日本電視台
- 電視劇的X（前Twitter）
- 電視劇的Instagram帳戶
- 電視劇的TikTok
- 在Netflix上觀看《花牌情緣：巡》

其它
- 全日本歌牌協會 （页面存档备份，存于） （日語）
- 花牌情緣in府中 聖地 （日語）

| 日本 日本電視台 週三連續劇            | 日本 日本電視台 週三連續劇        | 日本 日本電視台 週三連續劇 |
| ------------------------------------- | --------------------------------- | -------------------------- |
|                                       | 花牌情緣－巡－ （2025年7月9日－） |                            |
| 愛在黑暗中 （2025年4月16日－6月18日） | —                                 |                            |